# Gerhard Jelinek (Jurist)
Gerhard Jelinek (* 29. Oktober 1956) ist ein österreichischer Richter. Von 1. Jänner 2015 bis 31. Oktober 2021 war er Präsident des Oberlandesgerichtes Wien.

## Werdegang
Jelinek war seit dem Jahr 1984 als Richter in Wien tätig, zuerst am Bezirksgericht Innere Stadt Wien, dann am Bezirksgericht Donaustadt. Seit 1. Juli 1995 war er Richter des OLG Wien, dessen Vizepräsident er von März 2008 bis zu seiner Bestellung als Präsident war. Jelinek hat sich in seiner Tätigkeit auf Handelsrecht spezialisiert und seit 2006 einen Senat für Insolvenzsachen geleitet.
Im Frühling 2018 kritisierte Jelinek gemeinsam mit den Präsidenten der anderen drei Oberlandesgerichte die von der Bundesregierung Kurz I geplanten budgetären und personellen Einsparungen im Justizbereich und befürchtete „schwere Schäden“ für die österreichische Justiz und den Rechtsstaat.
Mit 1. November 2021 wechselte er in den Ruhestand, als seine Nachfolgerin als Präsidentin des Oberlandesgerichtes Wien wurde im Juni 2021 Katharina Lehmayer designiert.
Am 21. Juni 2022 wurde bekannt, dass er mit 1. Juli 2022 Sigrid Pilz als Wiener Patientenanwalt nachfolgen soll.

## Privates
Jelinek ist verheiratet und hat drei Kinder.